# El Tigre (Venezuela)
El Tigre è una città del Venezuela situata nello Stato di Anzoátegui e in particolare nel comune di Simón Rodríguez